# Park zamkowy w Głogowie
Park zamkowy w Głogowie dawniej był jednym z ogrodów zamkowych istniejącego Zamku Książąt Głogowskich i położony jest po zachodniej jego części. Od strony wschodniej wejście do niego zwieńcza Brama Brzostowska będąca pozostałością z epoki grodu głogowskiego. Po jej przekroczeniu napotykamy na schody prowadzące do niżej prowadzącej alejki i tym samym do umieszczonej centralnie rzeźby "Koncert". Udając się w kierunku północnym natrafiamy na pozostałości z pomnika Jana z Głogowa. Cały park obsadzony jest dwoma rodzajami drzew: topolami i klonami. Topole obsadzone są prawie w całym parku natomiast klony tylko we wschodniej części dawnego ogrodu. Do parku można wejść 4 wejściami. Wszystkie zrobione są z granitu, tylko trzy z nich ozdabia murek zrobiony w stylu opus rusticum. Przez cały park poprowadzone są dwie alejki, w tym jedna okala centralną rzeźbę.

## Rzeźba "Koncert"
Niniejszy obiekt znajduje się w Głogowie na niewielkim placu w trójkącie ulic:
- Zamkowej
- Strzeleckiej
- Nadbrzeżnej.

Wynurzający się z obecnie pustej owalnej sadzawki jeden z nowszych pomników głogowskich nazwany "koncert" został wybudowany jako element ozdobny, który miał w założeniu upiększać jeden z pięknych zakątków miasta. Rzeźbę zaprojektowała i wykonała warszawska rzeźbiarka Janina Barcicka w 1978 roku. Rzeźbiarka ta specjalizuje się w rzeźbie o tematyce muzycznej. Stelaż i zbrojenie do tego pomnika wykonała jedna z największych w tamtych latach głogowska firma "Famaba". Nowoczesna rzeźba swym kształtem mówi o nastroju artysty. Zdaniem samej projektantki i wykonawczyni niniejszy pomnik należy traktować jako "symbol bijącej w niebo muzyki, wydobywającej się z otwartego pudła fortepianu, spod palców umiejscowionego z boku natchnionego muzyka". "Patrząc na nią z różnych stron wydaje nas się, iż widzimy w niej flety, harfę a nawet można przypuszczać iż jeden z pionowych słupów przedstawia dyrygenta gotowego do poprowadzenia koncertu. Jednak w oczach każdej osoby rzeźba może przedstawiać co innego, a wszystko dzięki odczuwanemu nastrojowi podziwiającego".

## Pomnik Jana z Głogowa
Ma on postać granitowego kamienia. Ustawiony jest na niewielkim podwyższeniu tyłem do skarpy północnej parku. Tablicę z brązu przymocowaną do niego poświęcono pamięci Jana z Głogowa. Odsłonięto go 22.10.1972 roku. Treść jej brzmiała: " w 500 rocznicę urodzin Mikołaja Kopernika jego nauczycielowi Jana z Głogowa społeczeństwo miasta". Napis był wypukły a nad nim umieszczony był symbol Międzynarodowego Roku Kopernikańskiego. Tablica miała kształt wysokiego trapezu. 
Na podwyższenie z pomnikiem "prowadzą cztery schodki z szerokim, zbudowanym z ozdobionych kamieni graniastosłupów i pokrytym cementem obrzeżem (obecnie uszkodzonym)". Głaz umieszczony został na prostokątnym, solidnie wybrukowanym postumencie. Wcześniej nad samą tablicą ustawiona była kotwica rzeczna będąca symbolem pracy wodniaków.
W latach 90. tablica została skradziona i obecnie w parku zamkowym stoi tylko kamień.

## Literatura
- Janina Serafin, Pomniki Głogowa, Towarzystwo Ziemi Głogowskiej, Głogów 2001.